# Frédéric Ditis
Frédéric Ditis (pe numele real Frédéric Ditisheim; n. 26 iulie 1920, La Chaux-de-Fonds, cantonul Neuchâtel, Elveția – d. 9 februarie 1995, Paris, Île-de-France, Franța) a fost un editor elvețian.

## Biografie
S-a născut într-o familie de ceasornicari și a primit la naștere numele Frédéric Ditisheim. În iulie 1938 a promovat examenul de bacalaureat în limba latină și limbi moderne la Liceul din Chaux-de-Fonds, apoi a urmat studii de litere și istorie la Universitatea din Geneva. A devenit apoi editor de romane polițiste.
El a fondat editura Ditis în 1945 și, împreună cu Paul Alexandre, colecția Détective-club din Geneva și apoi din Paris și a fost primul care a avut ideea de a vinde cărți în ediții de buzunar la supermarketuri (Monoprix).
Împreună cu Alain Flammarion, el a fondat în 1958 editura J'ai lu, care a preluat spiritul colecțiilor Ditis. A condus această editură până în iunie 1982, când a fost înlocuit în funcția de președinte-director general de Charles-Henri Flammarion.
În 1967 el a jucat rolul tatălui în filmul Au coupe coupé regizat de Guy Gilles.
A fost directorul colecției Livre de Poche și al editurii Éditions du Masque, preluată de Hachette, între 1982 și 1987. A decedat în 1995.